# Ixerbàcies
Ixerbàcies (Ixerbaceae) és una família de plantes amb flor.
Només comprèn un gènere (Ixerba) amb una única espècie: Ixerba brexioides.
Es tracta d'un arbre endèmic de Nova Zelanda.
La classificació filogenètica APG II (2003) ubica aquesta família com a rosids basals, però altres classificacions la inclouen en l'ordre de les crossosomatals.